# Premio MTV Europe Music al Mejor Latino
El MTV Europe Music Award al Mejor Latino es una categoría de las principales categorías del MTV Europe Music Awards, otorgado desde 2020. Durante la década de 2010, la ceremonia de premiación implementó las primeras categorías latinas desde la ceremonia de 2013, siendo la antecesora Mejor Artista Latinoamericano.

## Ganadores y nominados
Los ganadores aparecen primero y resaltados en negrita .

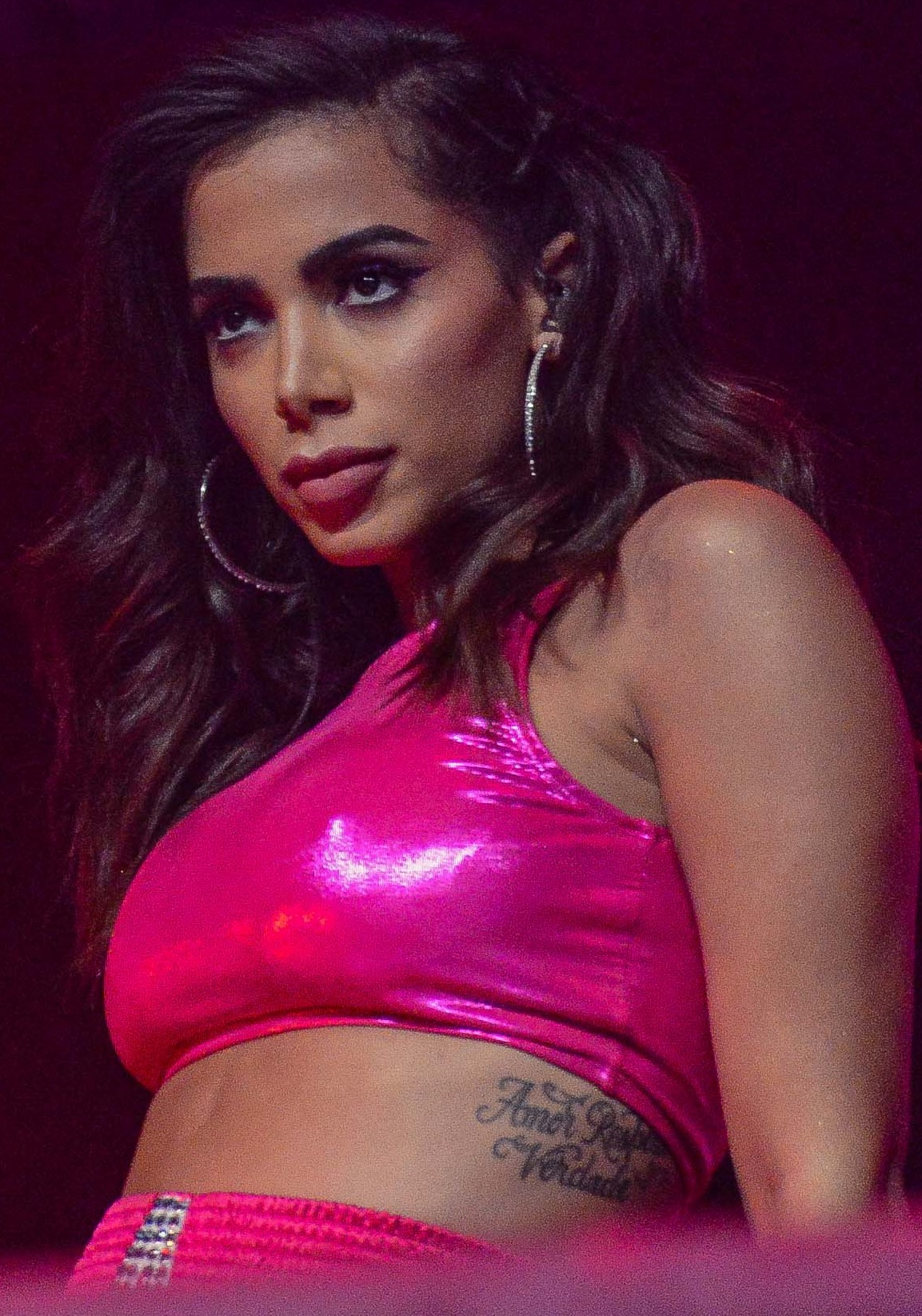
Anitta es la artista con más premios ganados en esta categoría.

 † indica un premio MTV Video Music Award al mejor artista latino .

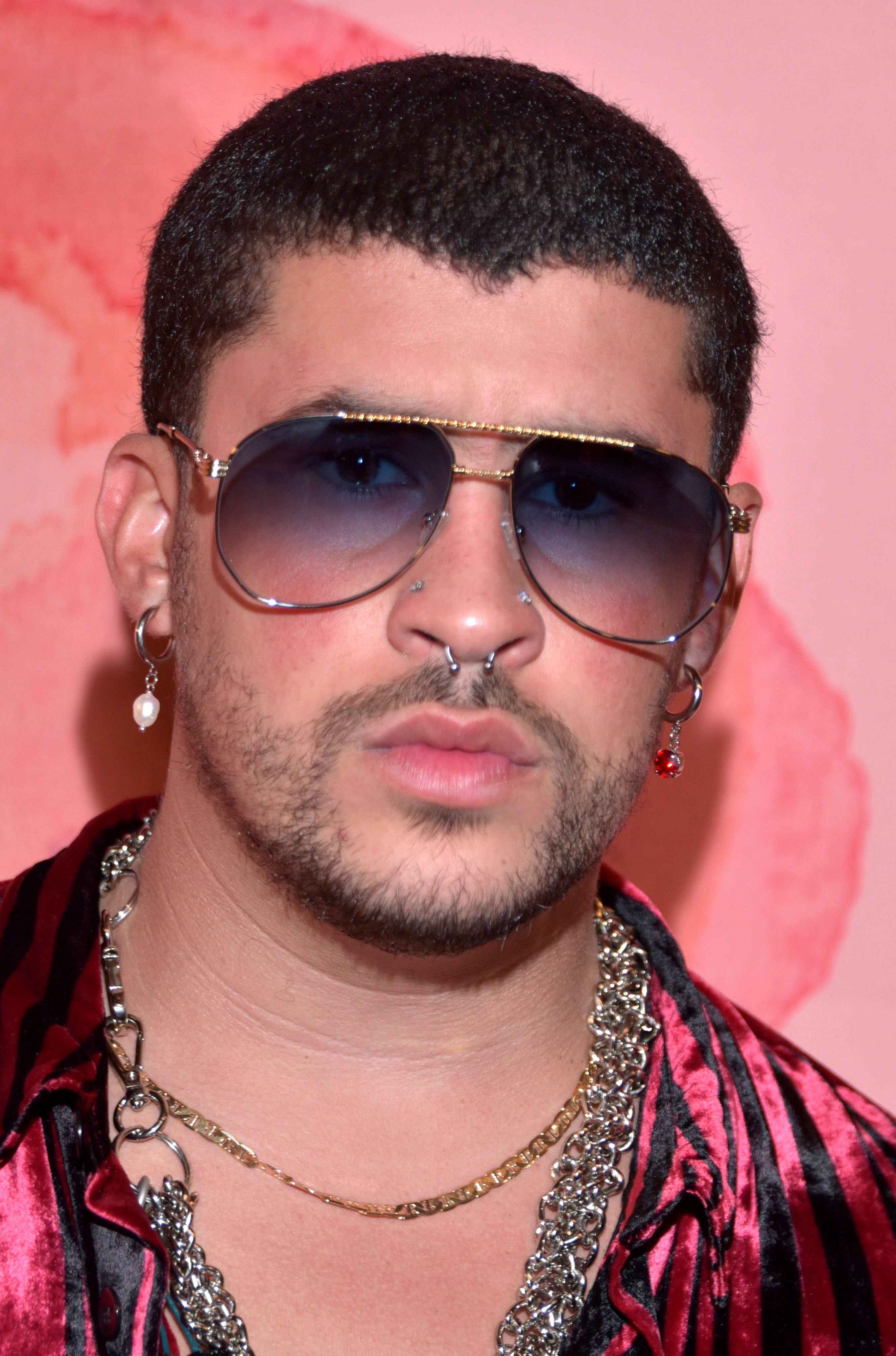
Bad Bunny es el artista más nominado en esta categoría.

### 2020
| Año  | Artista        | Ref.  |
| ---- | -------------- | ----- |
| 2020 | Karol G        | [ 2 ] |
| 2020 | Anuel AA       | [ 2 ] |
| 2020 | Bad Bunny      | [ 2 ] |
| 2020 | J Balvin       | [ 2 ] |
| 2020 | Maluma         | [ 2 ] |
| 2020 | Ozuna          | [ 2 ] |
| 2021 | Maluma †       | [ 3 ] |
| 2021 | Bad Bunny      | [ 3 ] |
| 2021 | J Balvin       | [ 3 ] |
| 2021 | Rauw Alejandro | [ 3 ] |
| 2021 | Rosalia        | [ 3 ] |
| 2021 | Shakira        | [ 3 ] |
| 2022 | Anitta †       | [ 4 ] |
| 2022 | Bad Bunny      | [ 4 ] |
| 2022 | J Balvin       | [ 4 ] |
| 2022 | Becky G        | [ 4 ] |
| 2022 | Rosalia        | [ 4 ] |
| 2022 | Shakira        | [ 4 ] |
| 2023 | Anitta †       | [ 5 ] |
| 2023 | Bad Bunny      | [ 5 ] |
| 2023 | karol g        | [ 5 ] |
| 2023 | Peso Pluma     | [ 5 ] |
| 2023 | Rosalia        | [ 5 ] |
| 2023 | Shakira        | [ 5 ] |